# Eluned Morgan, baronessa Morgan di Ely
Eluned Morgan, Baronessa Morgan di Ely (Cardiff, 16 febbraio 1967), è una politica gallese, dal 6 agosto 2024 Prima ministra del Galles e Leader del Partito Laburista Gallese. Dal 2021 al 2024 è stata Segretaria di Gabinetto del Governo Gallese con delega alla Salute e all'Assistenza sociale.

## Biografia
Nel 1990 ha conseguito un BA in Studi Europei. Ha studiato all'Atlantic College e all'Università di Hull. Ha lavorato per un anno alla S4C, poi dal 1992 al 1994 per la BBC. Ha fondato il forum politico Cymdeithas Cledwyn, che si occupa della diffusione della lingua gallese.
Nel 1994, per la prima volta dalla lista del Partito Laburista, è stata eletta membro del Parlamento europeo. Si è candidata con successo per la rielezione alle successive elezioni europee del 1999 e del 2004. Apparteneva al gruppo socialista, ha lavorato, tra l'altro, nella commissione per l'industria, la ricerca e l'energia e nella commissione per il controllo dei bilanci. È stata nel Parlamento europeo fino al 2009.
Nel 2011 è diventata pari a vita con il titolo di baronessa Morgan di Ely, sedendo così alla Camera dei lord. Dal 2016 è Membro del Parlamento gallese e ha ricoperto diversi incarichi nel Governo regionale devoluto .